# Liste des élections générales prince-édouardiennes
Cet article présente un sommaire des résultats des élections générales à l'Assemblée législative de la province canadienne de l'Île-du-Prince-Édouard. Trente-sept élections générales ont eu lieu depuis l'adhésion de l'Île-du-Prince-Édouard à la confédération canadienne en 1873.
Le système politique de l'Île-du-Prince-Édouard est bipartiste, le pouvoir s'alternant entre le Parti libéral et le Parti conservateur. Exception faite des deux premières élections (à l'époque, les députés ne déclaraient pas tous une allégeance politique), seulement un député a réussi à se faire élire qui n'était pas membre de l'un de ces deux partis.
Le nombre de sièges à l'Assemblée législative a varié un peu avec le temps. Avant 1996, on utilisait 16 circonscriptions électorales qui élisaient chacune deux députés. La carte électorale établissant les limites de ces circonscriptions avait été dessinée en 1893 ; un seul changement fut effectué en 1966 (lorsque la circonscription de Charlottetown, aussi appelée 5th Queens, fut divisée en deux parties). Les tribunaux ont tranché que la variation du nombre d'électeurs entre les circonscriptions était trop grande et donc inconstitutionnelle. Une nouvelle carte électorale, établissant 27 circonscriptions uninominales (élisant un seul député chacune) fut préparée avant les élections de 1996.
Les tableaux ci-dessous présentent le nombre de sièges remportés ainsi que le pourcentage du vote populaire obtenu par chaque parti lors des élections générales. Les partis n'ayant fait élire aucun candidat ne sont pas représentés. À ce jour, aucun parti n'a formé un gouvernement sans aussi remporter la plus grande part des voix, et seulement deux élections générales ont eu pour résultat un gouvernement qui n'avait pas obtenu la majorité absolue des voix (élections de 1947 et élections de 1996).

## 1873 à 1899
Les résultats du vote populaire ne sont pas disponibles pour les élections générales avant 1900. Ce tableau ne montre donc que le nombre de sièges obtenus.
| Parti        | Parti         | Nombre de sièges | Nombre de sièges | Nombre de sièges | Nombre de sièges | Nombre de sièges | Nombre de sièges | Nombre de sièges | Nombre de sièges |
| Parti        | Parti         | 1873             | 1876             | 1879             | 1883             | 1886             | 1890             | 1893             | 1897             |
| ------------ | ------------- | ---------------- | ---------------- | ---------------- | ---------------- | ---------------- | ---------------- | ---------------- | ---------------- |
|              | Conservateur  | 15               | 15               | 24               | 21               | 18               | 15               | 7                | 11               |
|              | Libéral       | 10               | 7                | 6                | 9                | 12               | 15               | 23               | 19               |
|              | Non-partisan1 | 5                | 8                | -                | -                | -                | -                | -                | -                |
| Total sièges | Total sièges  | 30               | 30               | 30               | 30               | 30               | 30               | 30               | 30               |

1 Lors des deux premières élections générales, le système partisan n'est pas universel et ce n'est pas tous les députés qui déclarent une allégeance politique.

## 1900 à 1919
| Parti        | Parti        | 1900   | 1900     | 1904   | 1904     | 1908   | 1908     | 1912   | 1912     | 1915   | 1915     | 1919   | 1919     |
| ------------ | ------------ | ------ | -------- | ------ | -------- | ------ | -------- | ------ | -------- | ------ | -------- | ------ | -------- |
| Parti        | Parti        | Sièges | Voix (%) | Sièges | Voix (%) | Sièges | Voix (%) | Sièges | Voix (%) | Sièges | Voix (%) | Sièges | Voix (%) |
|              | Libéral      | 21     | 53,5     | 22     | 54,1     | 17     | 51,6     | 2      | 60,3     | 13     | 49,9     | 24     | 53,9     |
|              | Conservateur | 9      | 46,5     | 8      | 45,9     | 13     | 48,4     | 28     | 60,3     | 17     | 50,1     | 6      | 46,1     |
| Total sièges | Total sièges | 30     | 30       | 30     | 30       | 30     | 30       | 30     | 30       | 30     | 30       | 30     | 30       |

## 1920 à 1939
| Parti        | Parti        | 1923   | 1923     | 1927   | 1927     | 1931   | 1931     | 1935   | 1935     | 1939   | 1939     |
| ------------ | ------------ | ------ | -------- | ------ | -------- | ------ | -------- | ------ | -------- | ------ | -------- |
| Parti        | Parti        | Sièges | Voix (%) | Sièges | Voix (%) | Sièges | Voix (%) | Sièges | Voix (%) | Sièges | Voix (%) |
|              | Libéral      | 5      | 43,8     | 24     | 53,1     | 12     | 48,3     | 30     | 58,0     | 26     | 53,0     |
|              | Conservateur | 25     | 51,5     | 6      | 46,9     | 18     | 51,7     | -      | 42,0     | 4      | 47,0     |
| Total sièges | Total sièges | 30     | 30       | 30     | 30       | 30     | 30       | 30     | 30       | 30     | 30       |

## 1940 à 1959
| Parti        | Parti                     | 1943   | 1943     | 1947   | 1947     | 1951   | 1951     | 1955   | 1955     | 1959   | 1959     |
| ------------ | ------------------------- | ------ | -------- | ------ | -------- | ------ | -------- | ------ | -------- | ------ | -------- |
| Parti        | Parti                     | Sièges | Voix (%) | Sièges | Voix (%) | Sièges | Voix (%) | Sièges | Voix (%) | Sièges | Voix (%) |
|              | Libéral                   | 20     | 51,3     | 24     | 49,8     | 24     | 51,6     | 27     | 55,0     | 8      | 49,1     |
|              | Progressiste-conservateur | 10     | 46,1     | 6      | 45,8     | 6      | 46,7     | 3      | 45,0     | 22     | 50,9     |
| Total sièges | Total sièges              | 30     | 30       | 30     | 30       | 30     | 30       | 30     | 30       | 30     | 30       |

## 1960 à 1979
| Parti        | Parti                     | 1962   | 1962     | 1966   | 1966     | 1970   | 1970     | 1974   | 1974     | 1978   | 1978     | 1979   | 1979     |
| ------------ | ------------------------- | ------ | -------- | ------ | -------- | ------ | -------- | ------ | -------- | ------ | -------- | ------ | -------- |
| Parti        | Parti                     | Sièges | Voix (%) | Sièges | Voix (%) | Sièges | Voix (%) | Sièges | Voix (%) | Sièges | Voix (%) | Sièges | Voix (%) |
|              | Libéral                   | 11     | 49,4     | 17     | 50,5     | 27     | 58,3     | 26     | 53,9     | 17     | 50,7     | 11     | 45,3     |
|              | Progressiste-conservateur | 19     | 50,6     | 15     | 49,5     | 5      | 41,7     | 6      | 40,2     | 15     | 48,2     | 21     | 53,2     |
| Total sièges | Total sièges              | 30     | 30       | 32     | 32       | 32     | 32       | 32     | 32       | 32     | 32       | 32     | 32       |

## 1980 à 1999
| Parti        | Parti                     | 1982   | 1982     | 1986   | 1986     | 1989   | 1989     | 1993   | 1993     | 1996   | 1996     |
| ------------ | ------------------------- | ------ | -------- | ------ | -------- | ------ | -------- | ------ | -------- | ------ | -------- |
| Parti        | Parti                     | Sièges | Voix (%) | Sièges | Voix (%) | Sièges | Voix (%) | Sièges | Voix (%) | Sièges | Voix (%) |
|              | Libéral                   | 11     | 45,7     | 21     | 50,4     | 30     | 60,7     | 31     | 55,1     | 8      | 44,8     |
|              | Progressiste-conservateur | 21     | 53,6     | 11     | 45,6     | 2      | 35,8     | 1      | 39,8     | 18     | 47,4     |
|              | NPD                       | -      | 0,7      | -      | 4,0      | -      | 3,5      | -      | 5,4      | 1      | 7,8      |
| Total sièges | Total sièges              | 32     | 32       | 32     | 32       | 32     | 32       | 32     | 32       | 32     | 32       |

## Depuis 2000
| Parti        | Parti                     | 2000   | 2000     | 2003   | 2003     | 2007   | 2007     | 2011   | 2011     | 2015   | 2015     | 2019   | 2019     | 2023   | 2023     |
| ------------ | ------------------------- | ------ | -------- | ------ | -------- | ------ | -------- | ------ | -------- | ------ | -------- | ------ | -------- | ------ | -------- |
| Parti        | Parti                     | Sièges | Voix (%) | Sièges | Voix (%) | Sièges | Voix (%) | Sièges | Voix (%) | Sièges | Voix (%) | Sièges | Voix (%) | Sièges | Voix (%) |
|              | Progressiste-conservateur | 26     | 58,0     | 23     | 54,3     | 4      | 41,4     | 5      | 40,2     | 8      | 37,4     | 13     | 36,7     | 22     | 55,9     |
|              | Libéral                   | 1      | 33,8     | 4      | 42,7     | 23     | 52,9     | 22     | 51,4     | 18     | 40,8     | 6      | 29,4     | 3      | 17,2     |
|              | Vert                      | -      | -        | -      | -        | -      | 3,0      | -      | 4,4      | 1      | 10,8     | 8      | 30,6     | 2      | 21,6     |
| Total sièges | Total sièges              | 27     | 27       | 27     | 27       | 27     | 27       | 27     | 27       | 27     | 27       | 27     | 27       | 27     | 27       |

## Sources
- (en) Cet article est partiellement ou en totalité issu de l’article de Wikipédia en anglais intitulé « List of Prince Edward Island general elections » (voir la liste des auteurs).
- (en) Historical Election Dates — Elections Prince Edward Island